# Umm Nasaneiland
Umm Nasaneiland is een eiland behorende bij Bahrein. Het ligt in de Golf van Bahrein in de Perzische Golf en het is het op drie na grootste eiland van de staat na Bahreineiland, Hawar en Muharraq.

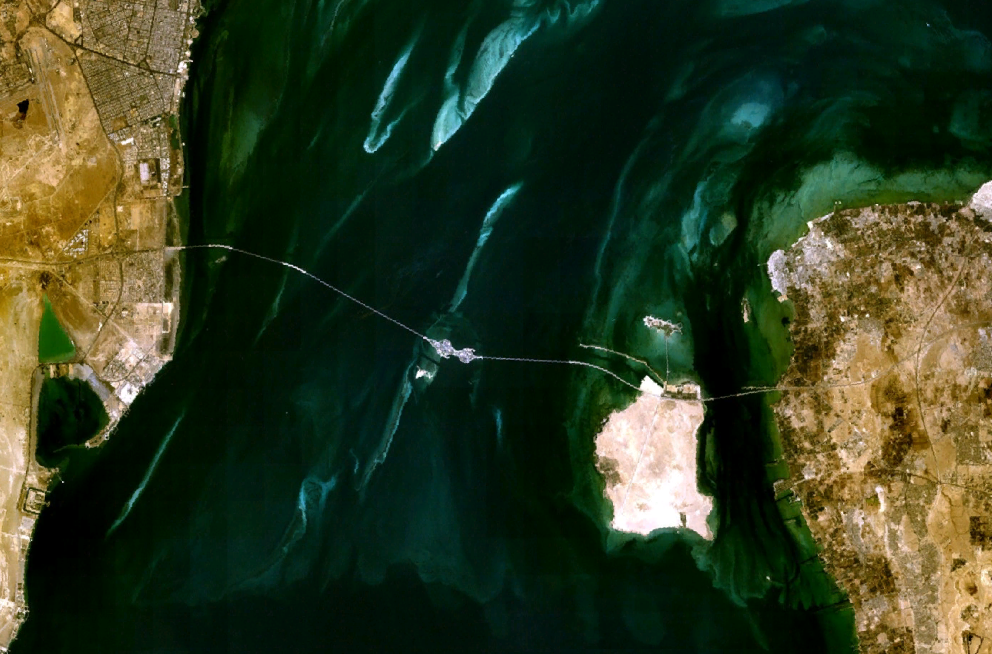
Umm Nasaneiland met de Koning Fahddijk

Het eiland is een privé-eigendom van de Bahreinse koning Hamad bin Isa Al Khalifa. Gewone burgers mogen er niet komen. Het is verbonden met Bahreineiland via de Koning Fahddijk, die op de elfde plek staat op de lijst van langste bruggen ter wereld. Er staan twee paleizen en een aantal tuinen. Er is een kleine populatie antilopen op het eiland. Het eiland is vijf kilometer lang en vier kilometer breed.